# Monument voor de gevallenen (Laren)
Het oorlogsmonument voor de gevallenen in de gemeente Laren staat op de Brink van Laren.
Het monument dat op 4 mei 1950 werd onthuld herdenkt de vijftien militairen en de 53 burgers die in Laren door oorlogsgeweld omkwamen in de Tweede Wereldoorlog. Dit aantal slachtoffers is in 2024 in Laren bijgesteld naar 79 slachtoffers onder de inwoners. Tevens worden nu herdacht de slachtoffers van "De Bergstichting" (joods kindertehuis), het pension "De Hoeve" met joodse onderduikers en de vele opgepakte onderduikers.
Het bronzen beeld bestaat uit een liggend mensenfiguur op twee haakse vleugels. Op het zwartgranieten voetstuk staan de jaartallen "1940 - 1945". 
Aan De Drift in Laren staat een algemene gedenksteen voor het verzet in Nederland. 